# Mikola Žurkul
Mikola Žurkul je hrvatski pjesnik iz zajednice Hrvata u Rumunjskoj.

## Djela
U Karaševu je objavio 2000. godine svoju knjigu stihova.
Neke pjesme mu se nalaze u ovim zbirkama s pjesničkih skupova u Rešetarima (pjesništvo Književne sekcije KUD-a "Rešetari" i hrvatskih pjesnika u iseljeništvu):
- Izvor na dnu duše (objavljenoj 1999.) u izboru Ivana Slišurića[2]
- Raspleteni snovi (objavljenoj 2000.) u izboru Ivana Slišurića[3]
- Slavuj na dlanu (objavljenoj 2002.) u izboru Ivana De Ville[4]
- Svitanje riječi (objavljenoj 2003.) u izboru Stjepana Blažetina, Ivana Slišurića i Đure Vidmarovića[5]
- Preobrazba zrna (objavljenoj 2010.), u izboru Stjepana Blažetina, Ivana Slišurića i Đure Vidmarovića.[6]

Pjesme su mu prevedene na esperanto. U antologiji su Pjesme i proza rumunjskih Hrvata = Poezio kaj prozo de la Rumanaj Kroatoj urednika Marije Belošević i Đure Vidmarovića (prijevod Cristian Mocanu, Marija Belošević)